# Кајманска Острва на Светском првенству у атлетици на отвореном 2011.
Кајманска Острва су учествовала на 13. Светском првенству у атлетици на отвореном 2011. одржаном у Тегу од 27-4. септембра дванаести пут. Репрезентацију Кајманских острва представљао је један такмичар који се такмичио у трци на 110 метара са препонама.,
На овом првенству Кајманска острва нису освојила ниједну медаљу. Није било нових националних и личних рекорда.

## Учесници
Мушкарци:
- Кемар Хајман — 110 м препоне

## Резултати

### Мушкарци
| Атлетичар    | Дисциплина | Лични рекорд | Група    | Група         | Полуфинале | Полуфинале | Финале               | Финале  | Детаљи |
| Атлетичар    | Дисциплина | Лични рекорд | Резултат | Место         | Резултат   | Место      | Резултат             | Место   | Детаљи |
| ------------ | ---------- | ------------ | -------- | ------------- | ---------- | ---------- | -------------------- | ------- | ------ |
| Роналд Форбс | 110 м пр.  | 13,50 НР     | 13,54    | 3. у гр. 2 КВ | 13,67      | 6. у гр. 2 | Није се квалификовао | 11 / 32 |        |

Легенда: НР = национални рекорд, ЛР= лични рекорд, РС = Рекорд сезоне (најбољи резултат у сезони до почетка првества), КВ = квалификован (испунио норму), кв = квалификова (према резултату)